# Pañamarca

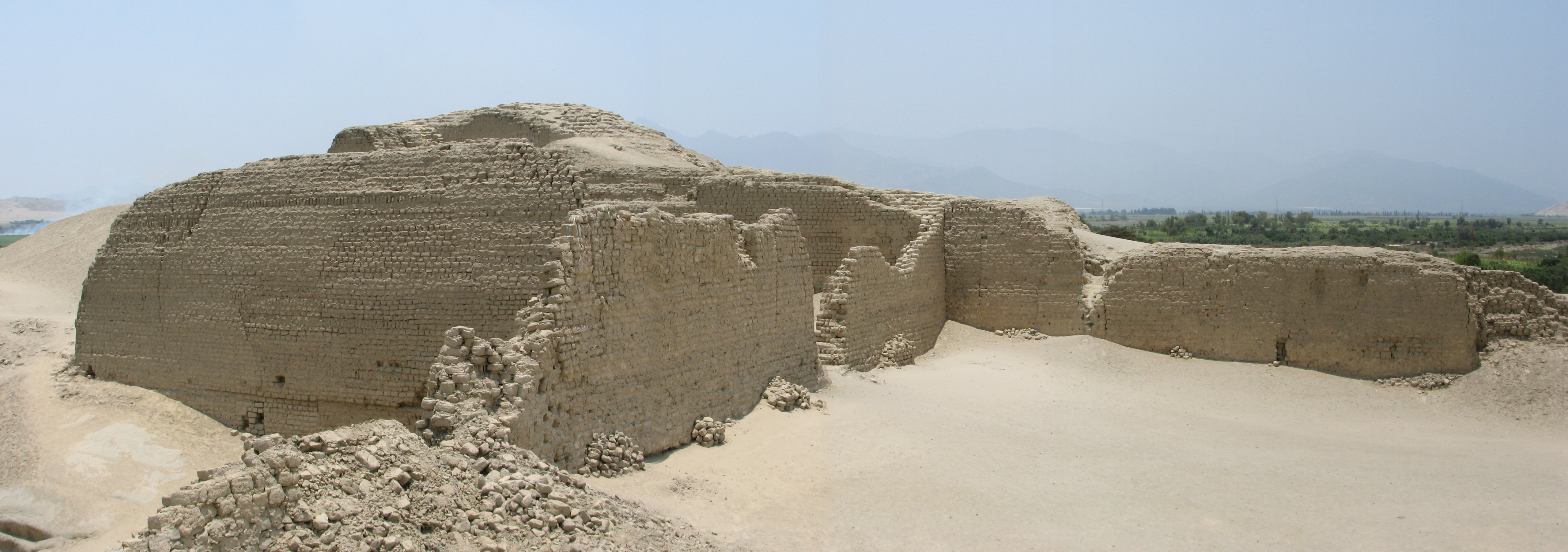
Estado actual de un sector del Centro Ceremonial de Pañamarca, Cultura Mochica.

Pañamarca es un sitio arqueológico de la cultura moche en el distrito de Nepeña, provincia del Santa, departamento de Ancash, Perú. Está ubicado en la margen derecha del río Nepeña, dentro de las tierras de cultivo del ex-fundo Capellanía. Sobre varias colinas presenta un conjunto de construcciones de adobe, muy juntas entre sí y escalonadas en diversos niveles, que evidentemente fueron los cimientos de un templo. En el muro principal, enlucido con arcilla, y a manera de un friso de tamaño casi natural, se encontraban pinturas con grandes figuras de hombres vistosamente ataviados, realizadas con colorantes minerales, en tonos planos y sin matices graduales; y en otros muros aparecían escenas de luchas y figuras mitológicas. 
Las restantes estructuras del conjunto, de gran tamaño se cree que fueron fortalezas, pues están situadas en lugares estratégicos, rodeadas de muros y con angostas escaleras empinadas. También se advierten cinco calzadas de anchura constante (9.8 m), con plataformas paralelas, que sugieren un sistema de relevos de mensajeros. El grupo da una idea aproximada de cómo pudo haber sido un centro Mochica.
La pequeña cantidad de "basura" de habitación indica que, a lo máximo, solamente unos pocos sacerdotes o personas de alguna importancia, con su séquito de subordinados y algunos artesanos, vivían en el centro. El refinado embellecimiento de los muros, con diseños simbólicos y personajes en actitudes procesionales indica, además, que los edificios se usaron tal vez para ceremonias religiosas en el área de la plaza, durante la concentración de la población en varias partes del valle. Centros ceremoniales como éstos, contrastan fuertemente con los sitios tardíos de carácter netamente urbano, en los que se dio énfasis a los sectores de habitación a expensas de los elegantes templos-pirámide (Richard Schaedel).
Su construcción corresponde a la cultura Mochica, y se le atribuye una antigüedad que podría remontarse al siglo VI.

## Mural Shaedel

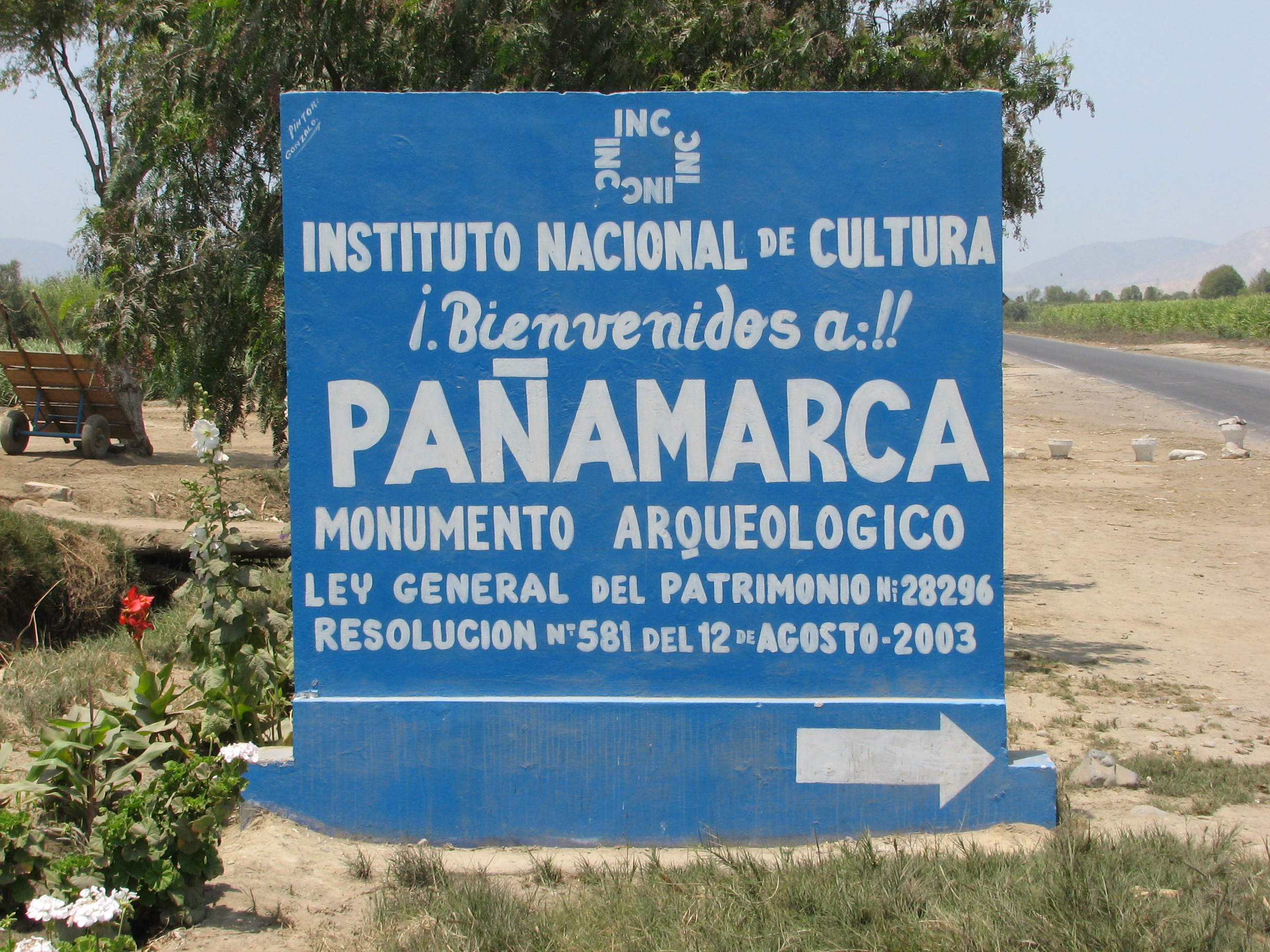
Cartel de ingreso a Pañamarca.

Dado a conocer y analizado por Richard Schaedel (1951), está pintado en colores vivos, de origen mineral: rojo, amarillo, marrón, azul oscuro, negro y gris. Las zonas fueron coloreadas sin el empleo de matices. Los motivos fueron ejecutados sobre una capa de enlucido de tono claro que hace que resalten los colores.
La escena representa a dignatarios acompañados por servidores, como también a personajes ataviados con suntuosidad y cargados de objetos emblemáticos. Entre estos destaca un Tumi o hacha-cuchillo ceremonial, símbolo lunar. El tumi que portan la mayoría de personajes sólo tuvo un valor simbólico debido a sus exageradas dimensiones. Esta escena se desplazaba por 12 m y retrata en total a ocho personas, más tres acólitos. Las figuras miden hasta 1,40 m de alto. 
Lamentablemente el sector superior de la escena estaba borrada cuando la examinó Schaedel, acaso intencionalmente. Richard P. Schaedel, en la edición en español de su monografía (1970), resume sus observaciones del modo siguiente: "La composición sugiere un cierto tipo de procesión o ceremonia centrada alrededor de una figura principal".

## Mural Bonavia

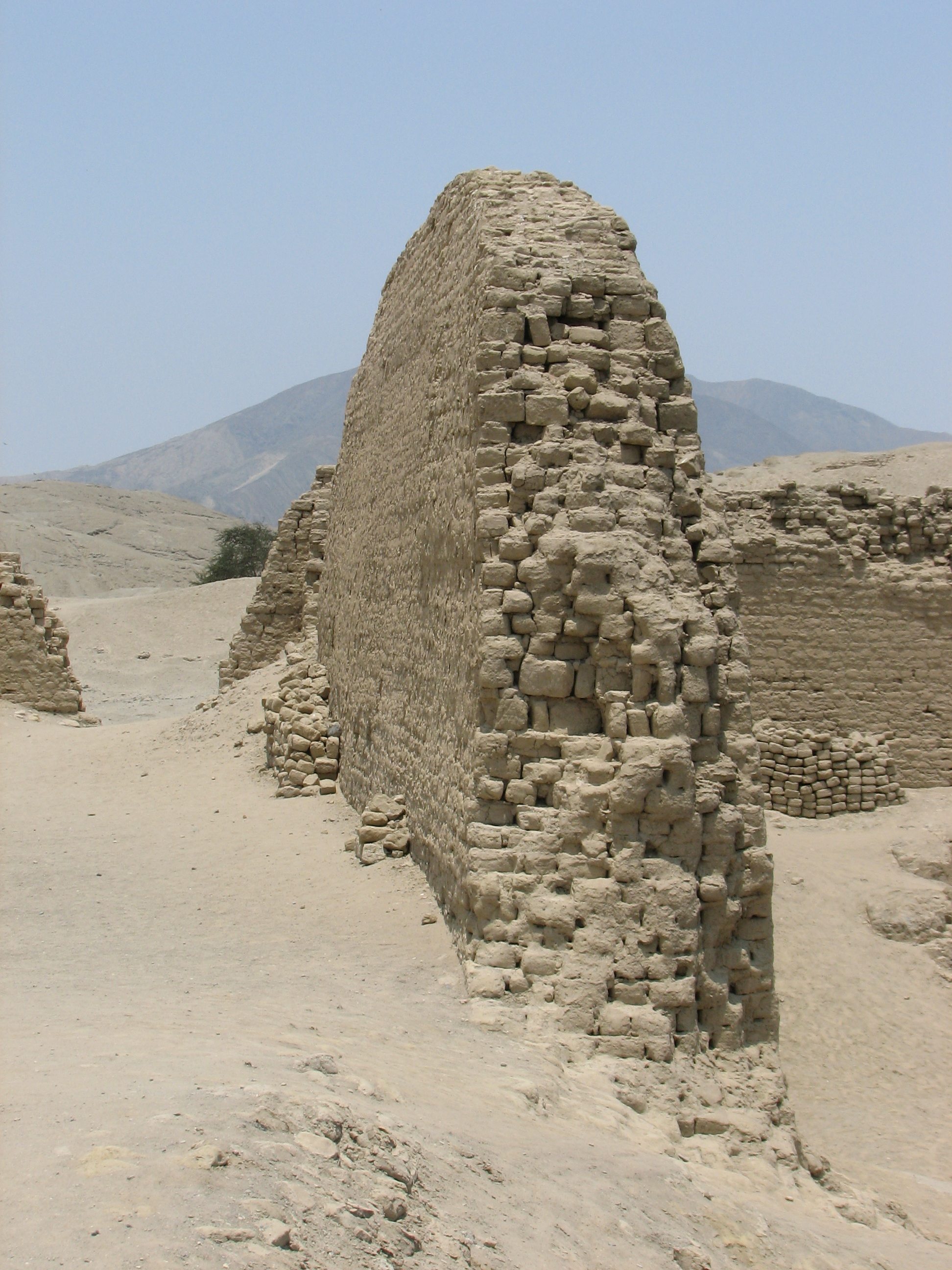
Estructura de un gran muro en Pañamarca.

Hans Horkheimer y Gonzalo de Reparaz ofrecieron las primeras noticias acerca de una valiosa pintura mural, develada en 1958 por huaqueros en Pañamarca. Con el apoyo de Gonzalo de Reparaz, que por entonces fungía de representante de la UNESCO, Duccio Bonavia realizó un prolijo análisis de este testimonio pictórico (1959). Lastimosamente no se tomó las previsiones necesarias para su conservación, por lo que a los pocos años de su descubrimiento sólo quedaban tristes huellas de esta reliquia pictórica; lo que puede apreciarse por al fotografía del autor tomada en 1963. Sin embargo, la escena ha sido salvada documentalmente gracias a una réplica de Félix Caycho.
La composición corresponde a un gran fragmento pictórico, que mide 1,50 m de ancho por 1,54 metros de alto. Va enmarcada por dos orlas, una en parte superior y otro en el lado opuesto. Las orlas parecen evocar las crestas de las olas, además se alude a terrazas de cultivo en forma de escalones-andenes.
La pintura mural retrata personajes con atributos sobrenaturales y su séquito, avanzando en procesión con solemnidad. Detrás del gran personaje y sus dos acompañantes, se notan sacrificios humanos.
Adicionalmente está representado un felino serpentiforme, arrastrándose por el suelo y exhibiendo lengua bífida. Su cuerpo incorpora el emblema del agua en su forma de puntos o gotas de lluvia mediante placas discoidales, Federico Kauffmann Doig (1993).